# الصحن
الصحن قرية سعودية، في محافظة المويه بمنطقة مكة المكرمة، تقع في شرق مدينة الطائف بمسافة نحو ( ) كم.

## أنظر أيضاً
- الفايزية
- القطالية
- الكثاح